# Centropogon tovarensis
Centropogon tovarensis är en klockväxtart som beskrevs av Jules Émile Planchon och Jean Jules Linden. Centropogon tovarensis ingår i släktet Centropogon och familjen klockväxter. Inga underarter finns listade i Catalogue of Life.